# Amparo Alonso Betanzos

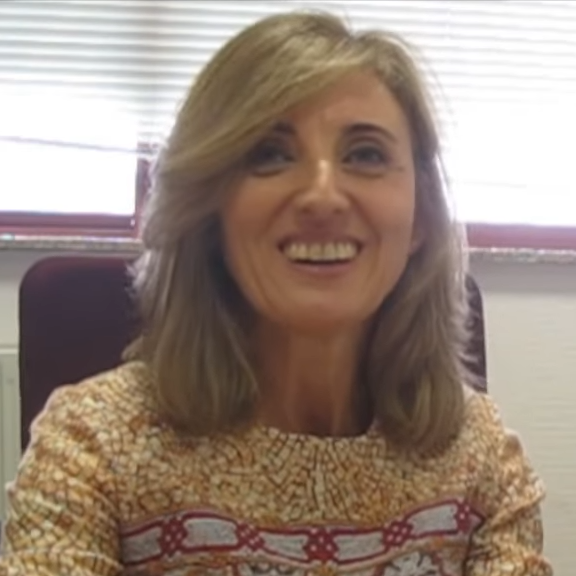
Amparo Alonso Betanzos, 2014

Amparo Alonso Betanzos (* 10. Oktober 1961 in Vigo, Spanien) ist eine spanische Chemieingenieurin und Hochschullehrerin. Sie ist Professorin
für Informatik und Künstliche Intelligenz an der Universität Santiago de Compostela (UDC), Koordinatorin der LIDIA-Forschungsgruppe und war Präsidentin der Spanischen Vereinigung für Künstliche Intelligenz (AEPIA).

## Leben und Werk

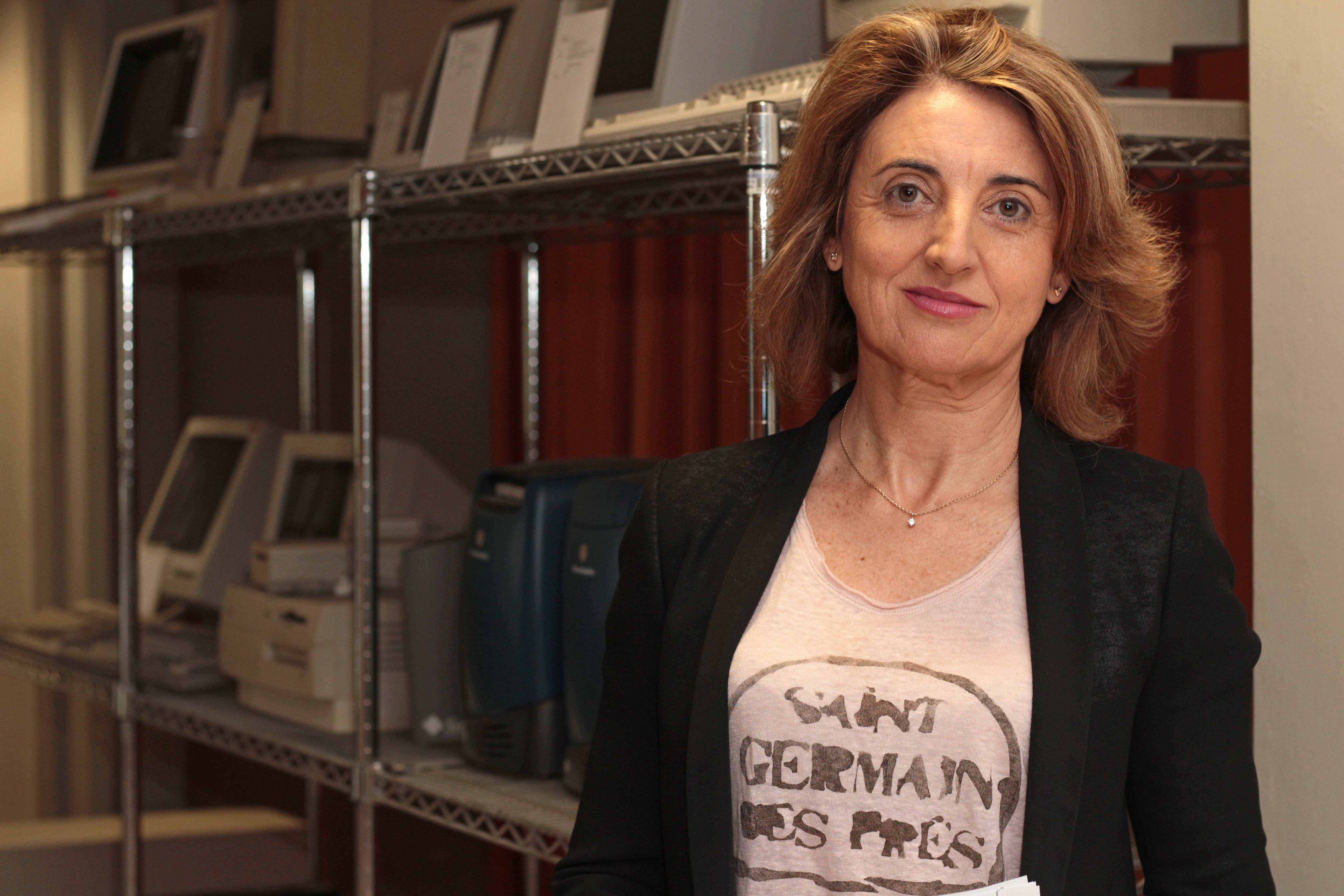
Amparo Alonso bei dem Big Data Coruña 2017-Treffen

Betanzos schloss 1984 ihr Chemiestudium mit der Spezialisierung auf Industriechemie ab und promovierte 1988 in Physik an der Universität Santiago de Compostela, wo sie den Schwerpunkt ihrer Forschung auf den Bereich der biomedizinischen Informatik legte.
Sie forschte dann bis 1990 am Medical College of Georgia der Augusta University. Sie beschäftigte sich dort mit der Entwicklung von Expertensystemen für medizinische Anwendungen, einem Bereich, in dem sie sich insbesondere mit der pränatalen Überwachung befasste. Anschließend konzentrierte sie ihre wissenschaftliche Arbeit auf die Anwendungen künstlicher Intelligenz in unterschiedlichen Bereichen wie Umwelt, Gesundheit und Industrie 4.0 sowie auf Fortschritte bei Algorithmen für maschinelles Lernen.
In diesen Bereichen arbeitete sie ab 2002 weiterhin als Universitätsprofessorin für Informatik und Künstliche Intelligenz an der Universität A Coruña (UDC), wo sie seit 1990 die Koordinatorin der LIDIA-Gruppe (R&D Laboratory in Artificial Intelligence) ist. Diese gehört zum Forschungszentrum in Informations- und Kommunikationstechnologien (CITIC), die Lehr- und Forschungsarbeit kombiniert.
Von 2013 bis 2021 war sie Präsidentin des spanischen Verbandes für künstliche Intelligenz (AEPIA). Sie war Mitglied der Arbeitsgruppe Künstliche Intelligenz (KI) des Ministeriums für Wissenschaft, Innovation und Universitäten (MINCIU), die 2018 an der Ausarbeitung der spanischen Strategie im Bereich KI mitwirkte. Sie ist Mitglied von CAIA, seit 2020 Mitglied der Regierungsberatungskommission für KI, seit 2023 Mitglied der spanischen Forschungsethikkommission. Seit Oktober 2023 ist sie korrespondierende Akademikerin der Königlichen Akademie für Exakte, Physikalische und Naturwissenschaften Spaniens.
2022 wurde sie Gastprofessorin an der Technisch-Naturwissenschaftlichen Universität Norwegens.
Sie ist Senior Member von IEEE und der Association for Computing Machinery. Seit Oktober 2023 ist sie korrespondierende Akademikerin der Real Academia de Ciencias Exactas, Físicas y Naturales.
Sie hat über 11 Buchkapitel und über 200 Artikel in Zeitschriften und auf internationalen Konferenzen veröffentlicht. Ihre Forschungsinteressen umfassen Entscheidungsfindung, Datenwissenschaft, maschinelles Lernen und Merkmalsauswahl in großen Datensätzen.

## Auszeichnungen und Ehrungen (Auswahl)
- 1998: UNESCO-L’Oréal-Preis
- 2019: Galicia ICT Award for Professional Career
- 2020: María Josefa Wonenburger Planells 2020 Award[9]
- 2023: Ehrenritter des königlichen Ritterordens Maria Pita[10]

## Veröffentlichungen (Auswahl)
- Agent-Based Modeling of Sustainable Behaviors (Understanding Complex Systems). Springer, 2017, ISBN 978-3-319-46330-8.
- mit Verónica Bolón-Canedo: Microarray Bioinformatics: 1986 (Methods in Molecular Biology). Humana Press Inc, 2019, ISBN 978-1-4939-9441-0.